# Томмі (фільм)
«Томмі» — кримінальна драматична стрічка, спільного виробництва Швеції та Шрі-Ланки. Світова прем'єра стрічки відбулась на Гетеборзькому кінофестивалі 1 лютого 2014 року.

## Сюжет
Естель повертається в Швецію після тимчасового перебування на Шрі-Ланці. Рік тому вона поїхала зі Стокгольма, бо її чоловік, Томмі, здійснив наймасштабніше пограбування в історії країни. Вона розшукує колишніх спільників, щоб отримати гроші. Жінка всім розповідає, що чоловік скоро приїде також. Але отримати гроші, поки не з'явився Томмі, виявляється складною задачею, що супроводжується великою кількістю неприємностей.

## У ролях
| Актор            | Роль     |
| ---------------- | -------- |
| Моа Гаммель      | Естель   |
| Ола Рапас        | Боббі    |
| Lykke Li         | Бланка   |
| Олексій Манвелов | Матте    |
| Йоган Рабеус     | Стів     |
| Ева Фрелінг      | Катаріна |
| Александер Стокс | Пітер    |
| Аманда Оомс      | Лєна     |
| Інгела Олссон    | Маріанн  |

## Створення фільму

### Виробництво
Зйомки фільму проходили в Будені та Лулео, Швеція..

### Знімальна група
- Кінорежисер — Тарік Салех
- Сценарист — Антон Гагволл
- Кінопродюсер — Крістіна Еберг
- Композитор — Мартін Ландквіст
- Кінооператор — Карл Нільссон
- Кіномонтаж — Лінда Їлдмалм, Діно Йонсетер, Теіс Шмідт
- Художник-постановник — Роджер Розенберг
- Художник з костюмів — Софі Крунегард
- Художник-декоратор — Елін Бергман, Ліна Сандберг, Юджинія Норлін, Александра Норен, Емма Скоог[4].

## Сприйняття
Фільм отримав негативні відгуки. На сайті Rotten Tomatoes оцінка стрічки становить 38 % на основі 27 відгуків від глядачів (середня оцінка 3,1/5). Фільму зарахований «розсипаний попкорн» від глядачів, рейтинг на сайті Internet Movie Database — 5,0/10 (998 голосів).